# Відшарування
Відшарування (рос.отслоение, англ. scaling, нім. Abblättern n, Abplatzen n) — у геології, гірничій справі — відділення шарів гірських порід по площинам напластування над виробленим простором під дією власної ваги та гірничого тиску.